# (12399) Bartolini
Pour les articles homonymes, voir Bartolini.
(12399) Bartolini est un astéroïde de la ceinture principale.

## Description
(12399) Bartolini est un astéroïde de la ceinture principale. Il fut découvert le 19 juillet 1995 à San Marcello Pistoiese par Andrea Boattini et Luciano Tesi. Il présente une orbite caractérisée par un demi-grand axe de 2,29 UA, une excentricité de 0,05 et une inclinaison de 1,3° par rapport à l'écliptique.

## Compléments